# Corporation Act 1661
Corporation Act 1661 var ett beslut i Englands parlament från 1661, under Karl II av Englands tid som regent. Lagen syftade till att förbjuda personer som inte var en del av den engelska kyrkan från att arbeta inom både den offentliga och privata sektorn. För att få ett arbete av denna grad behövde personen i fråga bland annat ha tagit del av sakramentet vid nattvarden under de senaste tolv månaderna. Lagen slog hårt mot Englands katoliker och var i laga kraft fram till Sacramental Test Act 1828 godkändes.